# Hunston, West Sussex
Hunston är en civil parish i Storbritannien.   Den ligger i grevskapet West Sussex och riksdelen England, i den södra delen av landet, 90 km sydväst om huvudstaden London. Arean är 4,6 kvadratkilometer.
Terrängen i Hunston är mycket platt.